# شاتيون لابالي
شاتيون لابالي (بالفرنسية: Châtillon-la-Palud)‏ هي بلدية فرنسية تقع في إقليم الأين في فرنسا. رمز إنسي لها هو:1092. أما الرمز البريدي لها فهو: 1320.